# Beleg van Sparta

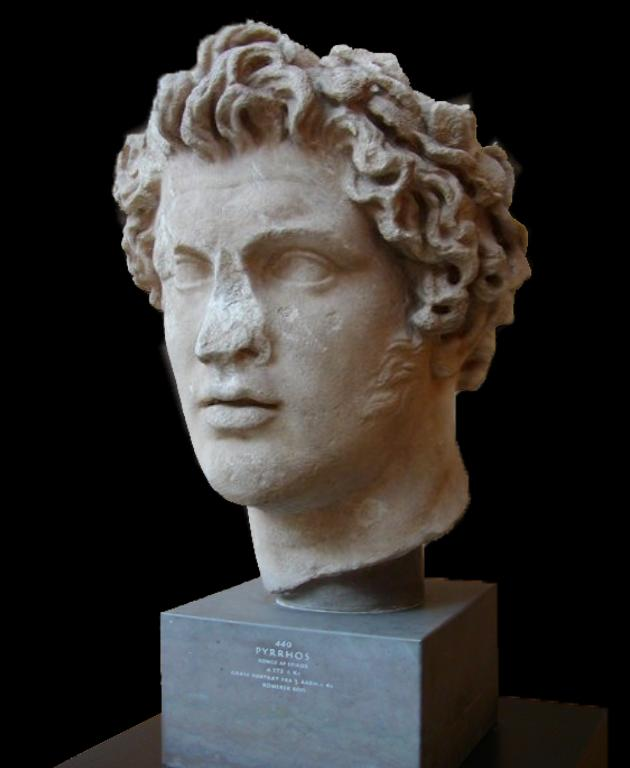
Pyrrhus belegerde Sparta

Het Beleg van Sparta was een belegering van de stadstaat Sparta door Pyrrhus van Epirus in 272 v.Chr.
In 281 v.Chr. was Pyrrhus op verzoek van de stad Tarante met 25.500 man en 20 krijgsolifanten naar Italië getrokken. De Romeinen hadden heel Italië veroverd en vielen Griekse steden aan in Magna Graecia. Bij zijn aankomst in Italië in 280 v.Chr. versloeg Pyrrhus een Romeins leger in de Slag bij Heraclea, nabij Tarente. Pyrrhus versloeg een ander Romeins leger in de Slag bij Asculum.
Toen trok Pyrrhus naar Sicilië, waar de Griekse steden hulp vroegen tegen Carthago. Pyrrhus verloeg de Carthagers, maar hij moest Sicilië verlaten en trok terug naar het Italiaanse vasteland. Pyrrhus viel het gehergroepeerde Romeinse leger aan, maar de Slag bij Beneventum in 275 v.Chr. was onbeslist.
De oorlog in Italië had Pyrrhus veel geld en mensenlevens gekost. Toch vocht hij op de terugtocht nog tegen koning Antigonos II Gonatas van Macedonië, die hij versloeg bij de rivier Aoos. Antigonos vluchtte naar Thessaloniki, zodat Pyrrhus controle verwierf over Macedonië en Thessalië.
In 272 v.Chr. zocht prins Cleonymus steun bij Pyrrhus voor zijn aanspraak op de troon van Sparta. Cleonymus was er misnoegd over dat hij gepasseerd was voor de troon door zijn neef Areus I en dat zijn jonge vrouw was weggegaan voor Acrotatus, de zoon van Areus.
Pyrrhus ging in op het verzoek van Cleonymus en trok op tegen Sparta. De stad was niet ommuurd en het grootste deel van het Spartaans leger vocht te Kreta onder Areus, zodat er maar 2000 verdedigers overbleven. Toen kwamen versterkingen van de Spartanen en de Macedoniërs om de stad te ontzetten.
Pyrrhus gaf het beleg op en viel Argos aan. Te Argos sneuvelde Pyrrhus.